# Donat Müller (Komponist)
Donat Müller (* 2. Januar 1804 in Biburg (Diedorf); † 10. Mai 1879 in Augsburg) war ein deutscher Organist, Musiklehrer, Musikdirektor, Komponist, Redakteur und Herausgeber. Ihm werden über 400 Werke zugeschrieben.

## Leben
Nach dem Tod seines Vaters, der Heizwart war, wurde Donat Müller ab Herbst 1813 Mitglied der Augsburger Domsingknaben und dabei vom Domkapellmeister Franz Bühler gefördert, der ihm Unterricht in Gesang und Komposition erteilte. Weiterhin ermöglichte dieser dem zwölfjährigen Donat Müller, spätestens 1816, den Besuch des Gymnasiums bei St. Anna.
In späteren Jahren war er u. a. Regenschori von St. Ulrich in Augsburg.
1848 gründete er die erste öffentliche Singschule in Augsburg.
Sein Sohn war der spätere Komponist Otto Müller (1837–1920), dem er den ersten Musikunterricht erteilte.

## Der musikalische Postillion
Als Redakteur veröffentlichte er wöchentlich ab dem 2. Januar 1841 die Musikfachzeitschrift Der musikalische Postillion, die durch den Verlag Lampert & Co. in Augsburg verlegt wurde, gab er in dem einjährigen Erscheinungszeitraum wichtige Informationen, wie nachstehend, wieder.
- „Verkaufsangebot einer Messe von Mozart“
Im Jahr 1841 offerierte der Verlag den Erwerb einer Original-Handschrift von Wolfgang Amadeus Mozart und beschreibt dort die Komposition.[4]
- „Adaption zu Giuseppe Tartini“
Eine literarische Adaption erfuhr Giuseppe Tartini durch die von der Schriftstellerin Augusta Carolina Wenrich verfasste Novelle Giuseppe Tartini. Die Novelle wurde in Fortsetzungen ab dem 13. Februar 1841 bis zum 20. März 1841 veröffentlicht.[5]
- „Martin Bernhardt's des Orgelbauers Braut“[6]

## Musikalische Werke
- Opus 23: Pange lingua, nach der Art, wie es in den hohen Kathedralen abgesungen wird.[7]
- Opus 24: Jesus am Oelberge aus Christoph von Schmids Kirchenliedern, 1829.[8]
- Opus 30: Drey Lieder aus den Gedichten Seiner Maj. des Königs Ludwig von Baiern.[9]

## Veröffentlichungen (Auswahl)
- Die Stimme des Christen im Tempel des Herrn. Vollständiges katholisches Volksgesang-Buch; mit Melodien von verschiedenen Meistern. Schlosser, Augsburg 1835.
- ABC-Büchlein, oder die Anfangsgründe der Singkunst. In Fragen und Antworten bearbeitet. Anton Böhm, Augsburg 1841.
- Das ABC des Pianoforte-Spiels. Nachgrösseren Werken in Fragen und Antworten bearbeitet. Anton Böhm, Augsburg 1841.
- Musikalisches Werk für kirchliche-, schul und häusliche Andacht. Anton Böhm, Augsburg 1841.
- Die Lehre des Figural-Kirchengesanges für Diskanten und Altisten an katholischen Gymnasien, Knabenseminarien und andern Unterrichtsanstalten und zum Gebrauche beim Privatunterrichte, mit zweihundert Beispielen und Übungen, welchen lateinische Kirchentexte unterlegt sind. 2 Teile, Fahrmbacher, Augsburg 1846–47.
- Kurze Beschreibung der einzelnen Theile der Kirchenorgel … ein nothwendiges Handbüchlein. Schmid, Augsburg 1848 (Digitalisat).